# Drachhausen
Drachhausen là một đô thị thuộc huyện Spree-Neiße, bang Brandenburg, Đức. Đô thị Drachhausen có diện tích km², dân số thời điểm 31 tháng 12 năm 2006 là người. Đô thị Drachhausen có diện tích 38,37 km², dân số thời điểm 31 tháng 12 năm 2006 là 856 người.